# Pankratowicze (obwód miński)
Pankratowicze (biał. Панкратавічы, Pankratawiczy; ros. Панкратовичи, Pankratowiczi) – wieś na Białorusi, w obwodzie mińskim, w rejonie kleckim, w sielsowiecie Zubki, przy linii kolejowej Osipowicze – Baranowicze. Od zachodu graniczą z Kleckiem.

## Historia
W dwudziestoleciu międzywojennym leżały w Polsce, w województwie nowogródzkim, w powiecie nieświeskim, w gminie Kleck. W 1921 miejscowość liczyła 219 mieszkańców, zamieszkałych w 36 budynkach, wyłącznie Polaków. 216 mieszkańców było wyznania prawosławnego i 3 rzymskokatolickiego.
Po II wojnie światowej w granicach Związku Sowieckiego. Od 1991 w niepodległej Białorusi.